# Patek Philippe
Patek Philippe ist eine Uhrenmanufaktur mit Hauptsitz in Genf (Schweiz). Das Familienunternehmen stellt mechanische Armbanduhren im Luxussegment her.

## Geschichte und Entwicklung

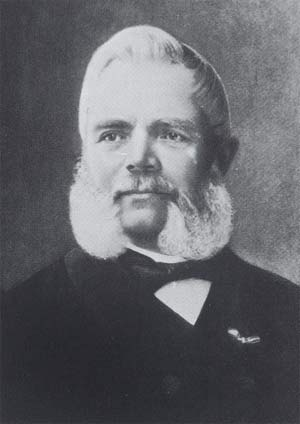
Antoine Norbert de Patek (1812–1877)

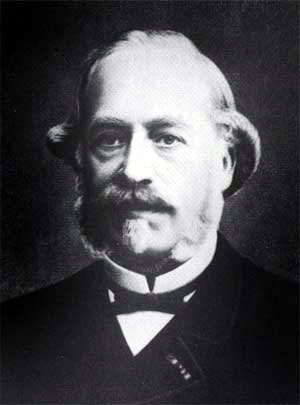
Jean Adrien Philippe (1815–1894)

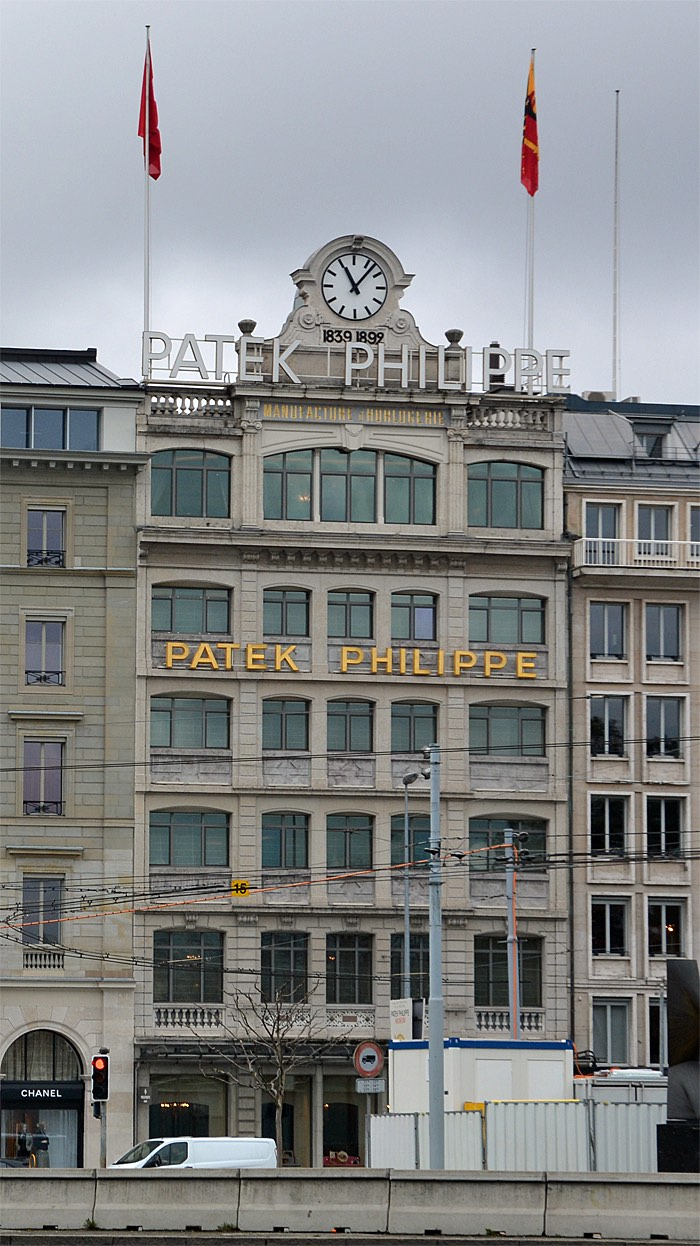
Firmensitz von Patek Philippe in Genf (Schweiz)

Die Uhrenmanufaktur wurde 1839 von dem polnischen Adligen Antoine Norbert de Patek (geboren als Antoni Norbert Patek) und dem tschechischen Uhrmacher François Czapek (geboren als František Čapek 1811 in Jaroměř-Semonice, Königgrätzer Kreis, Böhmen) in Genf unter dem Namen Patek, Czapek & Co. gegründet. Die Zusammenarbeit zwischen Patek und Czapek endete 1845, Czapek gründete daraufhin seine bis 1869 bestehende Firma Czapek & Co.
1845 gründeten Antoine de Patek und Jean Adrien Philippe mit Vincent Gostkowski die Firma Patek & Co. und benannten sie 1851 in Patek Philippe & Co. um, woraus im Jahr 1901 mit einem Kapital von 1,6 Millionen Schweizer Franken die Aktiengesellschaft Ancienne Manufacture d’Horlogerie Patek Philippe & Co. entstand.
Patek Philippe gilt als Erfinder der Aufzugskrone. Diese Mechanik veränderte den damaligen Gebrauch von Uhren grundsätzlich, man brauchte seitdem keinen extra Schlüssel mehr, um das Uhrwerk aufzuziehen oder die Zeit einzustellen.
In der Folge der Weltwirtschaftskrise von 1929 erwarben die Unternehmer Charles und Jean Stern die Mehrheit an der Aktiengesellschaft Patek Philippe SA. Seit dem Jahr 1932 ist die Familie Stern Eigentümer der Uhrenmanufaktur Patek Philippe SA. Im selben Jahr wurde auch die Armbanduhr Modell 96 eingeführt. Sie wird bis heute nahezu unverändert hergestellt. Unter der Leitung von Jean Pfister wurde 1933 die Herstellung eigener Rohwerke aufgenommen. 1953 brachte Patek Philippe die erste Armbanduhr der Manufaktur mit automatischem Rotor-Aufzug auf den Markt. Seit jeher fertigte die Manufaktur komplizierte Armband- und Taschenuhren mit sogenannten Komplikationen. 1955 führte Patek Philippe mit dem Gyromax eine feinregulierende Vorrichtung für die Unruh ein.
Patek Philippe stellt neben komplizierten Uhren seit 1977 auch eines der flachsten Automatik-Kaliber mit nur 2,40 Millimetern Bauhöhe her. Hierin wird Patek nur durch Jean Lassale von der Firma Bouchet-Lassale (Kaliber 2000: 2,08 mm) übertroffen, dessen Patente 1982 durch die Nouvelle Lémania übernommen und dessen Uhrwerke in Uhren von Piaget und Vacheron Constantin (als Kaliber VC1170) verwendet wurden.
Markenzeichen von Patek Philippe ist das Calatrava-Kreuz, welches auf der Aufzugskrone abgebildet ist. Zum 175-Jahr-Jubiläum wurde die Armbanduhr Grandmaster Chime herausgebracht, eine Grande Complication mit akustischer Anzeige des Datums durch das Schlagwerk und mit einer Weckfunktion per Minutenrepetition. Die Produktion im Genfer Vorort Plan-les-Ouates liegt bei 55'000 Uhren pro Jahr. Im Jahr 1989 stellte Patek Philippe zum 150-Jahr-Jubiläum die komplizierteste Taschenuhr der Welt vor, das Caliber 89 mit 33 Komplikationen und 1366 Einzelteilen.
Seit 2009 ist Thierry Stern verantwortlich für Patek Philippe. Thierry Stern leitet heute in vierter Generation das Familienunternehmen aus Genf.
2019 wurde ein neues Produktionsgebäude fertiggestellt. Mit seinen weltweit rund 2400 Mitarbeitern schaffte Patek Philippe laut einer Schätzung von LuxeConsult und Morgan Stanley im Jahr 2021 einen Umsatz von 1,53 Milliarden Euro. Der Vertrieb erfolgt über 367 Fachhändler, verteilt über 67 Länder.
Seit Jahrzehnten lautet der Werbespruch der Uhrenmanufaktur:
«Un Patek Philippe ne vous appartient jamais seul. Vous l’appréciez toute une vie, mais vous le conservez pour la prochaine génération» (deutsch: «Eine Patek Philippe gehört einem nie ganz allein. Man erfreut sich ein Leben lang an ihr, aber eigentlich bewahrt man sie schon für die nächste Generation»).
Im Frühjahr 2023 wurde auf einer Auktion von Phillips in Hongkong «Die Imperiale Patek Philippe» (Reference 96 Quantieme Lune) des letzten Kaisers von China, Puyi, für 6,2 Millionen US-Dollar versteigert.

## Wichtige Uhrenmodelle

### Nautilus
1976 führte Patek Philippe als Sportuhr das Modell Nautilus ein, die erste Uhr war das Modell 3700-1A aus Stahl. Der Designer der Nautilus, Gérald Charles Genta, war gelernter Schmuck-Designer. Die wasserdichte Sportuhr stellte einen Gegensatz zur damaligen Strategie der Firma dar, kleine und flache Uhren zu bauen und entwickelte sich zu einem Erfolgsprodukt.

## Galerie

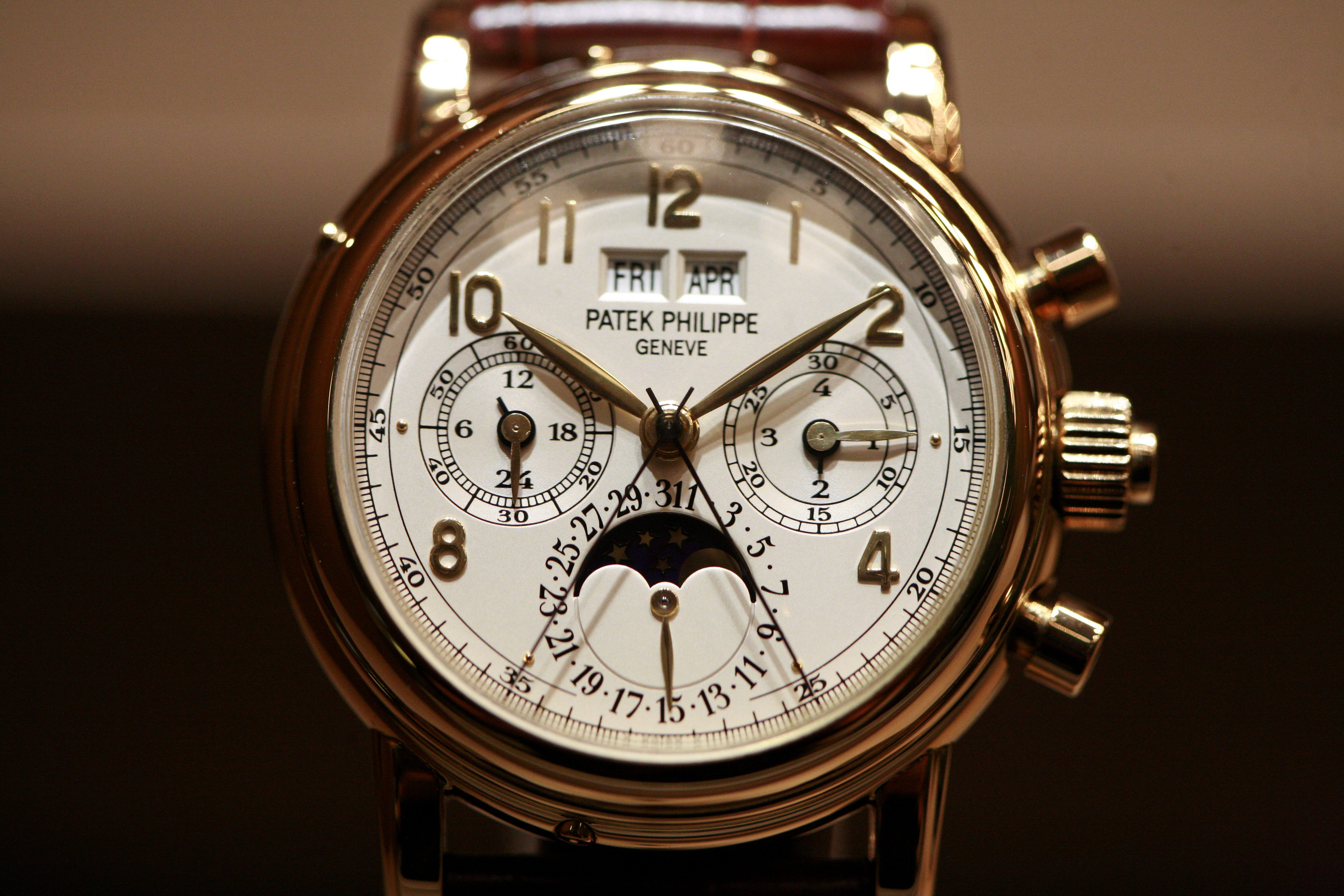
Armbanduhr von Patek Philippe
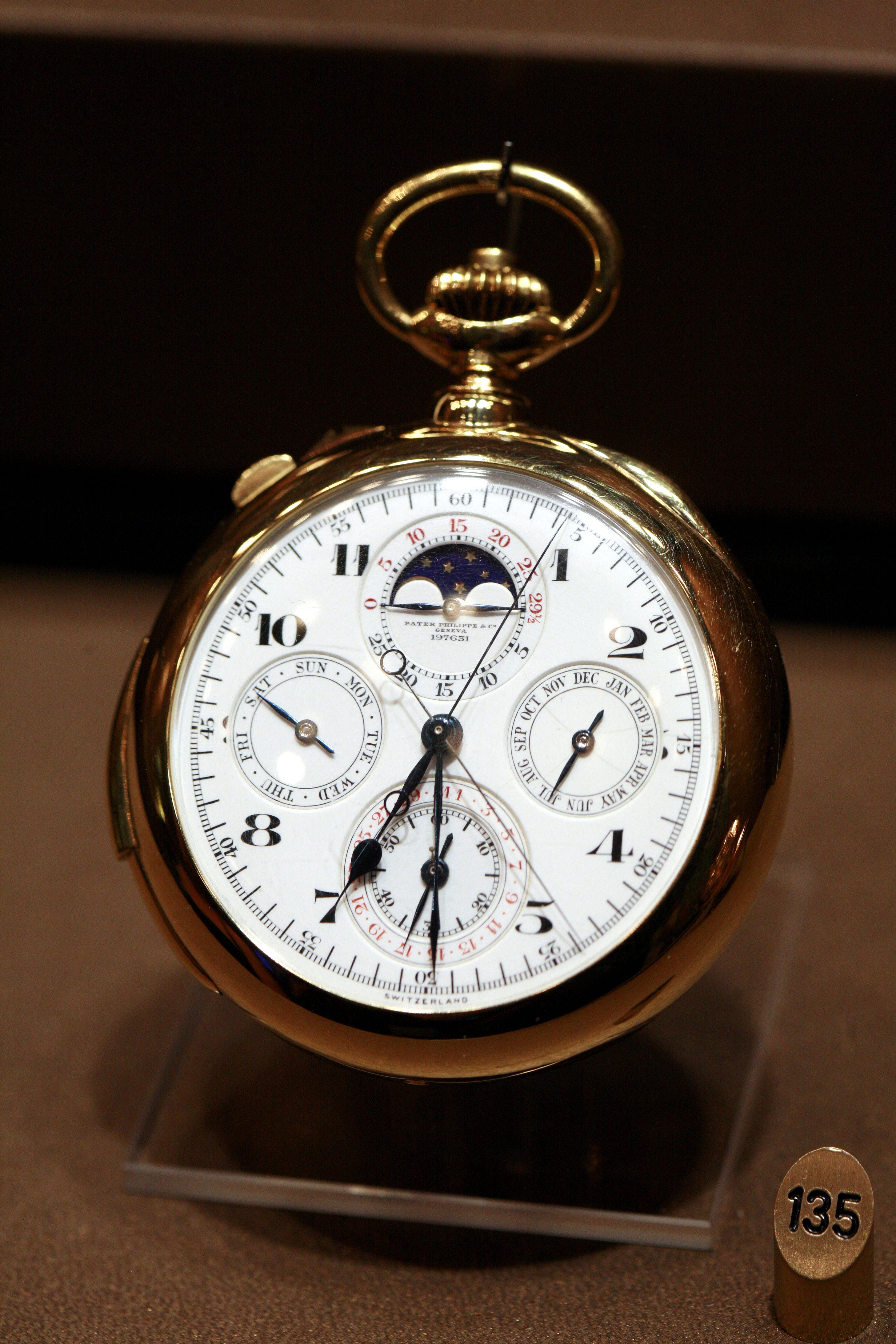
Taschenuhr von Patek Philippe
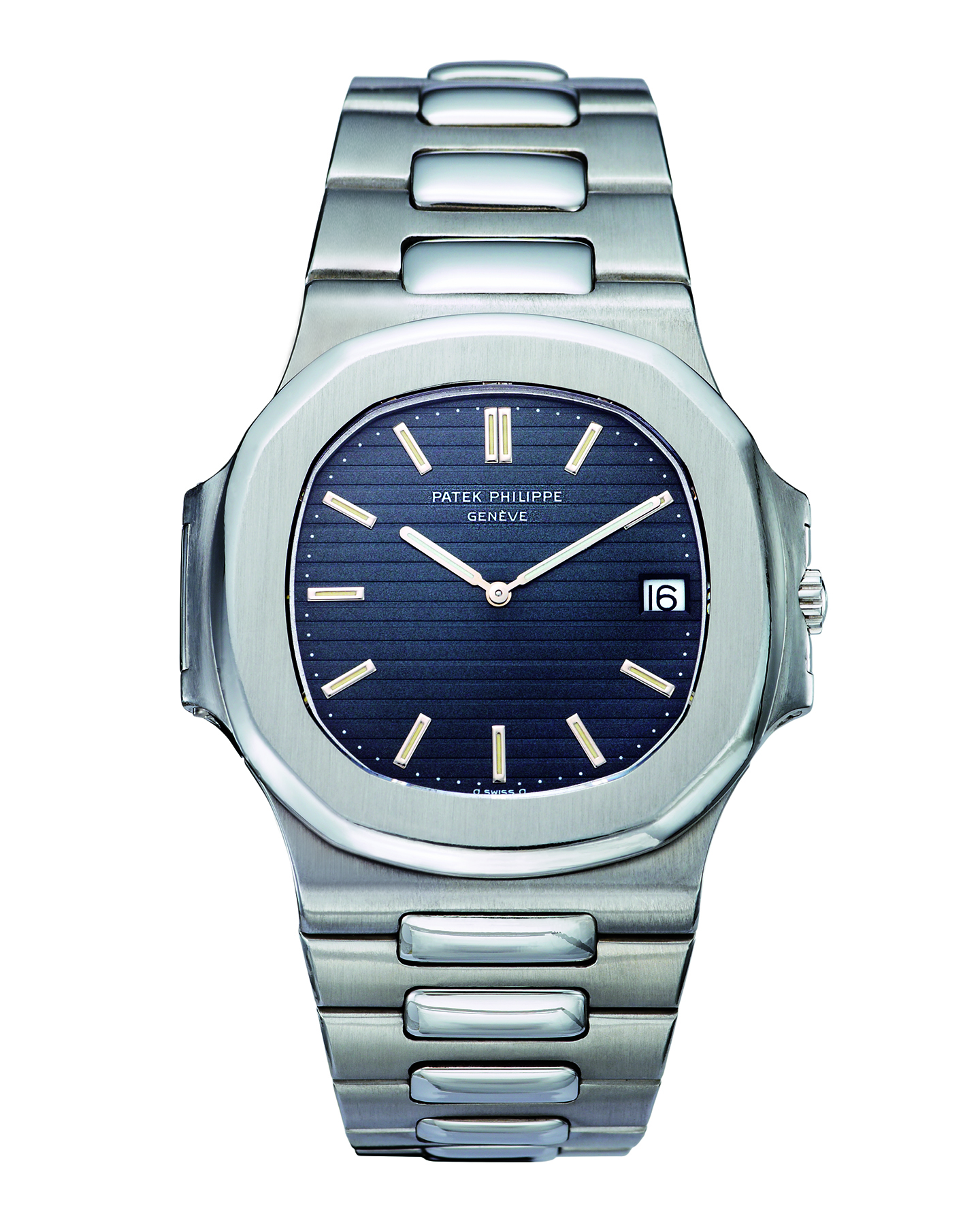
Die erste Patek Philippe Nautilus Modell 3700-1A von 1976
Ultraflache Damenarmbanduhr von Patek Philippe SA, um 1960 aus .750 Gelbgold